# David A. Kenny
David Anthony Kenny (11 ottobre 1946) è uno psicologo sociale statunitense e professore emerito presso il Dipartimento di scienze psicologiche dell'Università del Connecticut a Storrs, nel Connecticut.

## Biografia
È membro dell'American Academy of Arts and Sciences dal 2008. Tra gli argomenti che ha studiato ci sono l'analisi statistica dei dati di diadi e gruppi, nonché l'analisi di mediazione. È coautore di un articolo del 1986, con Reuben M. Baron, sull'analisi della mediazione che è stato molto influente negli anni successivi, con 12.759 citazioni nello Science Citation Index del 28 dicembre 2009. Nel 2019 ha ricevuto il premio dell'American Psychological Association per Distinguished Scientific Contributions to Psychology.